# Asclepias cryptoceras
Asclepias cryptoceras är en oleanderväxtart som beskrevs av S. Wats.. Asclepias cryptoceras ingår i släktet sidenörter, och familjen oleanderväxter.

## Underarter
Arten delas in i följande underarter:
- A. c. cryptoceras
- A. c. davisii